# Араухо, Рикардо
Рикардо Араухо (исп. Ricardo Araujo; 20 июля 1978, Богота) — колумбийский дирижёр, композитор и пианист.

## Биография
Родившийся в Боготе (Колумбия) в 1978 году, в артистической семье.
В 1989 году он начал своё музыкальное образование в Брюсселе с пианисткой Лиле Тьемпо.
В возрасте 12 лет он в первый раз выступил на концерте в Брюсселе, исполнив произведения Баха и Моцарта, а 7 месяцев спустя состоялся его дебют с камерным оркестром Брюссельской королевской консерватории — именно тогда его заметила Марта Аргерих.
В 1991 году, вернувшись в Колумбию, он продолжил своё образование не только как пианист, но и как композитор и дирижёр. Очень скоро он стал помощником Димитра Манолова, а позднее вторым дирижёром Колумбийского симфонического оркестра.
Творческий путь Рикардо Араухо складывался необычно, при этом первостепенное значение всегда имели для него размышления и поиск единения композиторской мысли и его собственного личностного своеобразия. С течением времени в творчестве Араухо стала заметна тенденция к тому, чтобы уделять меньше внимания непосредственно виртуозности, сосредоточиваясь вместо этого на поиске оттенков и идей. Он всегда стремится переработать произведение так, чтобы оно стало актуальным, и таким образом устремить его в будущее. «Музыка прошлого должна служить нам для понимания нашего настоящего. На творчество великих мастеров надо смотреть современными глазами, чтобы оно могло возродиться и заговорить с нами в полную силу».
Рикардо Араухо довелось работать с такими выдающимися личностями, как Мишель Мерле, Владимир Ашкенази, Марек Яновский, Анри Дютийё, Мстислав Ростропович.
Он выступает с концертами с 1993 года, в частности, в Брюссельской королевской консерватории, в театре им. Тересы Карреньо в Каракасе, в Муниципальном театре Сантьяго-де-Чили, в театре Колон в Буэнос-Айресе, в концертном зале Корто в Париже, в Баварской государственной филармонии в Бамберге, в зале Метрополь в Лозанне, в Венском концертном зале, в театре Эредия в Картахене, в театре Кристобаль-Колон в Боготе и т. д.
Араухо является вторым дирижёром Колумбийского симфонического оркестра (с 1996 года), художественным руководителем Колумбийского оперного театра, художественным руководителем Фестиваля современной музыки в Боготе, с 2004 года, музыкальным руководителем Оперного театра Картахены. В 2008 году принял управление Новым европейским филармоническим оркестром. В дополнение к этим постоянным должностям Рикардо Араухо также приглашают дирижировать различными оркестрами, например, Симфоническим оркестром Макарайбо (Венесуэла), Оркестром филармонии в Боготе, оркестром Парижского оперного театра, Симфоническим оркестром Штутгартского радио, Симфоническим оркестром Баварской государственной филармонии, Оркестром романской Швейцарии, Оркестром Санта-Чечилия в Риме и т. д.
Увлечённый своим делом артист, Рикардо Араухо активно помогает Колумбийскому Rotary Club в представлении проекта «Меценатство Rotary», призванного продвигать молодые таланты. Он использует для этого многочисленные благотворительные концерты, а также запись одного компакт-диска. В 2005 году Rotary Club пригласил Рикардо Араухо исполнить 23-й концерт Моцарта на праздновании столетия Rotary International.
Кроме того, Рикардо Араухо является композитором. Некоторые из его произведений были созданы во время концертов в Колумбии и Европе, другие — в дни проведения таких событий, как международный Фестиваль современной музыки в Боготе или Фестиваль Gérberoy во Франции. Предназначены они были для таких исполнителей, как Эдуардо Эррера, Оскар Эрнандес, Димитр Манолов, Анне-Джули Керэлло и других
Творчество мастера получило признание в Колумбии, где оно было удостоено приза Unitec — за музыку к короткометражному фильму.
В 2001 году он создал два электронных музыкальных произведения для IRCAM (Института исследований и координации в области акустики и музыки), которые в дальнейшем будут переработаны для симфонического оркестра.